# Rui Orlando Ribeiro Santos Neto
Rui Orlando Ribeiro Santos Neto (Paços de Ferreira, 24 ottobre 1979) è un ex calciatore portoghese, di ruolo centrocampista.

## Carriera

### Club
Dal 2007 milita per l'Académica.

## Palmarès
- Coppa di Portogallo: 1

Academica: 2011-2012